# Carlo de Leeuw
Carlo de Leeuw (Rotterdam, 12 december 1960 – Dommelen, 13 februari 2020) was een Nederlands profvoetballer en materiaalman bij Feyenoord en het Nederlands elftal.

## Loopbaan
De Leeuw begon zijn carrière in het seizoen 1975-1976 bij Excelsior en maakte het seizoen daarop, 1976-1977, de overstap naar Feyenoord, waar hij vanaf het seizoen 1978-1979 vier seizoenen achtereen in het eerste elftal voetbalde. Hij keerde even terug naar Excelsior en speelde daarna zes seizoenen achtereen bij Cambuur Leeuwarden, een bij FC Eindhoven, een bij FC Volendam en eindigde zijn profcarrière bij FC Eindhoven in 1993. De Leeuw speelde nog in België voor Witgoor Sport Dessel in de Eerste provinciale Antwerpen.
In Leeuwarden bij Cambuur was zijn bijnaam "it Slangeminsk út Rotterdam" en werd hij drie keer uitgeroepen als voorhoedespeler van het jaar. Hij scoorde 22 keer voor Cambuur. Op een reünie van oud-Cambuurspelers in 2007 werd hij uitgeroepen tot beste middenvelder aller tijden.
Sinds 2000 was hij materiaalverzorger bij het Nederlands elftal en Feyenoord.
De Leeuw was getrouwd en had twee dochters. Hij overleed op 59-jarige leeftijd aan de gevolgen van tongkanker.

## Erelijst
Als speler
| KNVB beker | 1x | 1979/80 |

Als materiaalman
| UEFA Cup             | 1x | 2001/02                   |
| Eredivisie           | 1x | 2016/17                   |
| KNVB beker           | 3x | 2007/08, 2015/16, 2017/18 |
| Johan Cruijff Schaal | 2x | 2017, 2018                |